# Operazione Charnwood
Operazione Charnwood fu il nome in codice utilizzato dagli Alleati per indicare l'attacco con l'obiettivo della conquista della cittadina francese di Caen. Essa avvenne nel quadro delle operazioni seguenti allo sbarco in Normandia, dall'8 al 9 luglio 1944, durante la seconda guerra mondiale.

## L'operazione
L'operazione Charnwood, pianificata in seguito al parziale fallimento dell'operazione Epsom per risollevare il morale delle truppe alleate di quella porzione del fronte, iniziò il 7 luglio 1944 alle 21:50, quando 467 aerei alleati iniziarono a bombardare la città. In 40 minuti l'antica cittadina medievale venne ridotta ad un cumulo di macerie. Questo fu il primo attacco in cui il Comando Bombardieri impiegò i bombardarieri pesanti in un ruolo tattico di sostegno.
Tuttavia il solo reale effetto di tale bombardamento fu l'uccisione di diversi civili francesi e la messa in allerta delle truppe tedesche, che si trovarono già pronte quando l'attacco di terrà iniziò alle 4:30 del mattino successivo. Dopo la cattura della città, per dimostrare l'efficacia del bombardamento si cercò di dimostrare che non vi era segno di postazioni d'artiglieria, carri e di alcun segno di vita nemico.